# René Guénon
René Guénon (tog sig senare i livet namnet  'Abd al-Wahid Yahya), född 15 november 1886 i Blois i Loir-et-Cher, död 7 januari 1951 i Kairo i Egypten, var en fransk religionsfilosof och metafysiker, och författare till en rad uppmärksammade böcker om traditionell religion och philosophia perennis. René Guénon brukar räknas som grundare av den Traditionella skolan och har utövat en betydande inflytande på senare företrädare för philosophia perennis, där den schweiziske religionsfilosofen Frithjof Schuon (Isa Nur al-Din) intar en särplats. 

## Liv
Ganska litet är känt om René Guénons liv eftersom han själv skydde offentligheten och levde så undanskymd som möjligt. Han föddes 1886 i den franska staden Blois i ett högborgerligt katolskt hem. Han studerade matematik och filosofi vid Paris universitet och var en stor språkbegåvning (han behärskade åtminstone ett tiotal moderna språk). Guénon intresserade sig mycket för ockultismen och de olika nyandliga strömningar som Paris vid 1800-talets andra hälft var hemvist för. Han hade också kontakter med eliten ur Paris kulturliv, personligheter som filosofen Jacques Maritain och orientalisten René Grousset. Detta intresse ledde till att han år 1906 invigdes i martinisternas ordenssällskap för att kort därefter träda in i Gnostiska Kyrkan (l’Église Gnostique) där han utnämndes till ’biskop’. Guénon stod i denna ställning själsligt sett nära den moderna teosofins grundare, exilryskan Madame Helena Blavatsky, men han lämnade den teosofiska skolan och blev redaktör för en nystartad tidskrift vid namn La Gnose (Gnosis). Inom ramen för denna inrättning preciserade Guénon sin kritik av ockultismen och vad han betraktade som falsk synkretism. En av dem som bidrog med djupa esoteriska texter i La Gnose var den svenske målaren och muslimen Ivan Aguéli. Aguéli framförde här sin syn på sufismen som en universell tolkning av islam och bidrog starkt till Guénons förståelse av sufismen. Guénon invigdes i sufismen och Shadhiliyya-orden av Ivan Aguéli i Paris 1911 och tog namnet ’Abd al-Wahid Yahya. När hans första fru gick bort 1930 bosatte han sig i Kairo, där han i en omfattande serie publikationer presenterade olika aspekter av philosophia perennis för en västerländsk läsekrets. Han gifte sig med en egyptiska och lärde sig tala flytande arabiska, klädde sig i traditionell arabisk dräkt och i sitt kvarter i Kairo tilltalades han med den vördnadsbjudande titeln shaykh.

## Tänkande
I Guénons ögon var sufismen ett av flera uttryck för philosophia perennis, och hans stora bidrag till religionsstudiet ligger inte enbart inom ramen för islams mystik, som han utövade i sin vardag, utan främst i hans utredningar om religionernas transcendenta enhet, symbolismen som metafysikens universella uttryck och hinduisk kosmologi. För Guénon var symbolismen en levande alkemi som syftar till själens omvandling. Han var också en av de första tänkare som uppmärksammade de metafysiska rötterna till den moderna världens inneboende brist på skönhet. Han kritiserade de destruktiva tendenserna i modernitetens tekniska och industriella utveckling, och ställde dessa mot österlandets levande äkta esoterism. I hans ögon utgjorde moderniteten det sista skedet i mänsklighetens historia, vad hinduiska vise kallar kali yuga (den mörka epoken). Han förkunnade att när mänskligheten föll ner från sitt paradisiska tillstånd uppkom fyra skapelsecykler, som överensstämmer med den antika filosofins  guld-, silver-, koppar- och bronsålder. Den nutida människan befinner sig, enligt Guénon, i den lägsta av dessa cykler, vars sista fas utgick från Europa och tog sin egentliga början vid den tid då medeltiden slutar, det vill säga omkring år 1300. Idag lever vi således i den sista epoken, som föregår världens upplösning.
Begreppet tradition är centralt hos Guénon. I hans mening utgör tradition i singular innehållet i mänsklighetens samlade uppenbarelser. Han menar att traditionen överensstämmer med den ursprungliga andliga och intellektuella arvedel som människan var bärare av när himlen och jorden ännu var ett. Enligt Guénon finns traditionen återspeglad i alla senare traditioner som ständigt förnyar det gudomligas vertikala nedåtstigande. Följaktligen är traditionen överallt densamma och iklär sig i tid och rum olika former, från eskimåernas och aboriginernas naturreligioner till islam, hinduism, buddhism och daoism. Naturreligionerna innefattas i philosophia perennis genom att de betraktar den orörda naturen som en sinnebild för det gudomligas uppenbarelse, en föraning om paradiset. Traditionen och dess historiska uttryck representerar hos Guénon även antitesen till den modernism som präglat människans moderna livsformer sedan renässansen.

## René Guénon och Frimurarorden
Under den största delen av sitt vuxna liv var René Guénon en initierad medlem av den franska frimurarorden. De två frimurare som han hade mest kontakt med, var Charles Detré som initierade Guénon i "La Loge Symbolique Humanidad" och också Theodore Reuss som invignde Guénon i "The Chapter and Temple INRI of the Primitive and Original Swedenborgian Rite". Robin Waterfield skriver följande i sin Guénonbiografi:
"Så som jag förstår råder det intet tvivel om att oavsett besvikelser förblev Guénon övertygad om frimureriets betydelse som en kanal till den Primordiala Traditionen ... Guénon slutade aldrig att attackera de onda förvrängningar och falska föreställningar som spreds av vissa frimurarhatande författare..." 
René Guénon fortsatte även att vara aktiv inom frimurarkretsar även efter sin konvertering till islam år 1912. Paul Chacornac skriver följande i sin Guénonbiografi:
"Efter att ha brutit med okulta organisationer, blev Guénon invigd i Theba Logen, en gren till Den Franska Stora Logen, under "Den Uråldriga och Accepterade Skotska Riten". Han förblev en aktiv medlem av denna orden tills det att första världskriget [år 1914] tvingade logerna att upphöra. Efter kriget var Guénon så absorberad av sina skrifter att han inte återupptog några av dessa aktiviteter, men han upphörde heller aldrig att intressera sig för frimureriet och att ha korrespondens med medlemmar av flertalet ordnar..."
Guénon beskrev själv också sin relation till frimureriet på följande sätt:
"Frimureriet har genomgått en viss dekadens som började med en förändring från operativt till spekulativt frimureri; men vi kan här ej tala om något egentligt avslut: även om det var en "schism", så var banden ej brutna, men de finns kvar oavsett all förändring. Dess medlemmars oförståelse, och även deras ledares oförståelse, kan ingalunda förändra det värden över vilka dess riter och symboler vakar..."
Guénon hävdade således att frimureriet var en autentisk initiation och den sista försvararen av Västerlandets mystiska tradition. Till följd av sina åsikter hyllas Guénon fortfarande inom franska frimurarkretsar, speciellt inom "La Grande Loge Nationale Francaise" och under en viss tid fanns också en frimurarloge vid namn "The Great Triad" som enbart studerade hans skrifter.

## Verk
- Introduction to the Study of the Hindu Doctrines (Introduction générale à l'étude des doctrines hindoues, 1921)
- Theosophy: History of a Pseudo-Religion (Le Théosophisme - Histoire d'une pseudo-religion, 1921)
- The Spiritist Fallacy (L'erreur spirite, 1923)
- East and West (Orient et Occident, 1924)
- Man and His Becoming according to the Vedânta (L'homme et son devenir selon le Vêdânta, 1925)
- The Esoterism of Dante (L'ésotérisme de Dante, 1925)
- The King of the World (Le Roi du Monde, 1927)
- The Crisis of the Modern World (La crise du monde moderne, 1927)
- Spiritual Authority and Temporal Power (Autorité Spirituelle et Pouvoir Temporel, 1929)
- St. Bernard (Saint-Bernard, 1929)
- Symbolism of the Cross (Le symbolisme de la croix, 1931)
- The Multiple States of the Being (Les états multiples de l'Être, 1932)
- Oriental Metaphysics (La metaphysique orientale, 1939)
- The Reign of Quantity & the Signs of the Times (Le règne de la quantité et les signes des temps, 1945)
- Perspectives on Initiation (Aperçus sur l'initiation, 1946)
- The Metaphysical Principles of the Infinitesimal Calculus (Les principes du calcul infinitésimal, 1946)
- The Great Triad (La Grande Triade, 1946)

### Postuma samlingsverk
- Initiation and Spiritual Realization (Initiation et réalisation spirituelle, 1952)
- Insights into Christian Esoterism (Aperçus sur l'ésotérisme chrétien, 1954)
- Symbols of Sacred Science (Symboles de la Science Sacrée, 1962)
- Studies in Freemasonry and Compagnonnage (Études sur la Franc-Maçonnerie et le Compagnonnage, 1964)
- Studies in Hinduism (Études sur l'Hindouisme, 1966)
- Traditional Forms & Cosmic Cycles (Formes traditionelles et cycles cosmiques, 1970)
- Insights into Islamic Esoterism & Taoism (Aperçus sur l'ésotérisme islamique et le Taoïsme, 1973)
- Reviews (Comptes rendus, 1973)
- Miscellanea (Mélanges, 1976)

### Om och av Guénon på svenska
- I tjänst hos det Enda: ur René Guénons verk, ISBN 91-27-00355-8, Stockholm, 1977. (Inledning och översättning av Kurt Almqvist.)
- "Ivan Aguéli, René Guénon och sufismen" i Ivan Aguéli, ISBN 91-7353-124-3, Stockholm, 2006. (Artikel av Ashk Dahlén.)
- "Kvantitetens herravälde och tidens tecken". Le Règne de la Quantité et les Signes des Temps i översättning av Lars Adelskogh. E-bok nerladdbar från .